# Else Hirschberg
Else Mathilde Erna Hirschberg (* 11. Februar 1892 in Berlin; † 1942 im KZ Auschwitz) war eine deutsche Chemikerin. Sie gilt als die erste Chemieabsolventin an der Universität Rostock.

## Leben

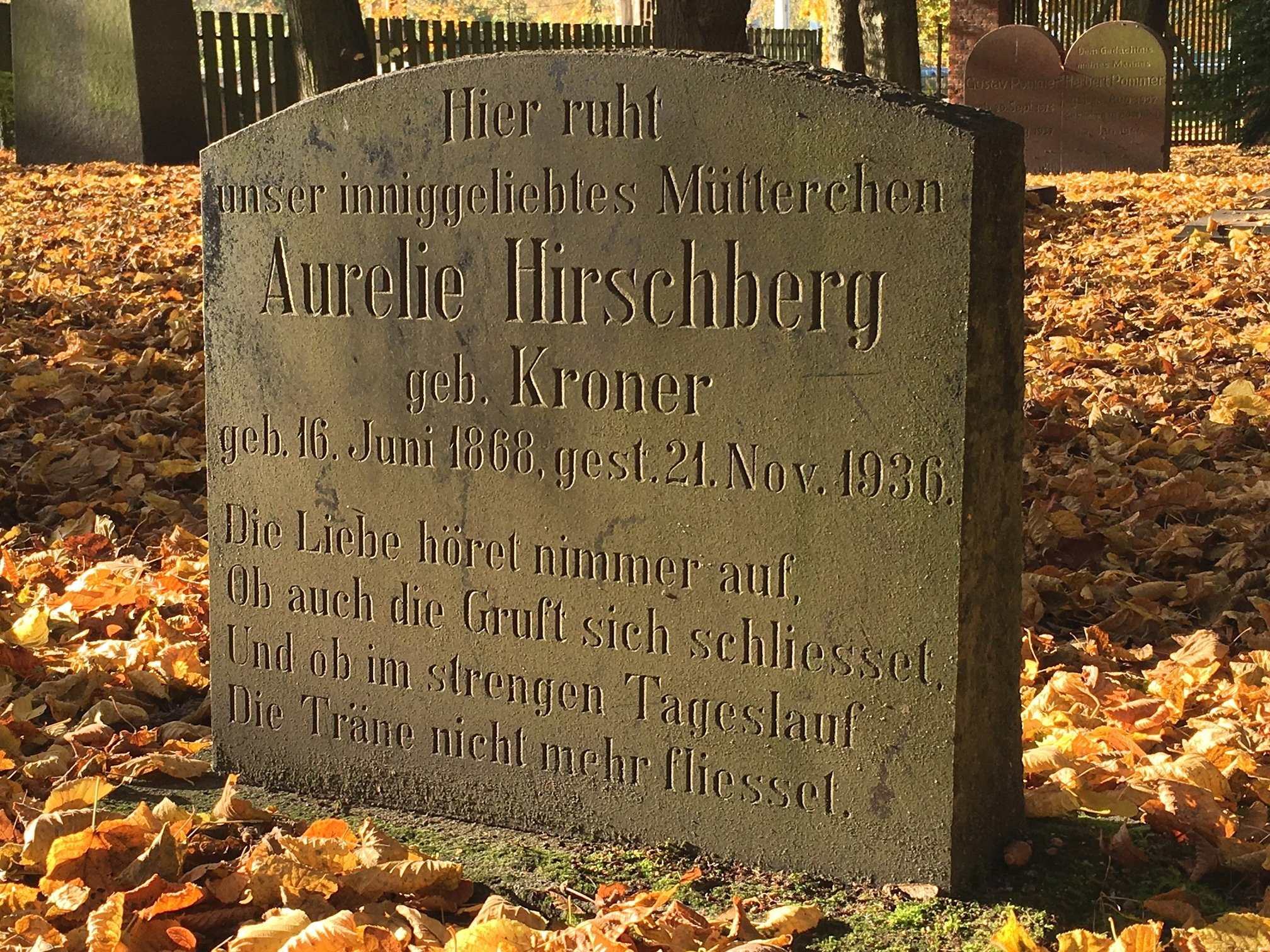
Grabstein von Aurelie Hirschberg, der Mutter von Else Hirschberg, auf dem Jüdischen Friedhof in Rostock.

Else Hirschberg kam 1892 in einer jüdischen Familie zur Welt. Ihr Vater, Louis Michael genannt Ludwig Hirschberg, war Kaufmann und Eisenbahndirektor. Ihre Mutter Aurelie Hirschberg geb. Kroner, stammte aus einer bedeutenden Rabbinerfamilie. Insgesamt hatte das Paar vier Töchter: Else, Paula, Hertha und Margot. Else Hirschberg besuchte Lyzeen in Berlin, Königsberg und Rostock.
1908 begann Hirschberg Vorlesungen für das Fach Chemie an der Universität Rostock zu besuchen. In Mecklenburg wurde Frauen das Studium erst im Wintersemester 1909/10 erlaubt. Ihr Verbandsexamen legte Hirschberg 1913 bei August Michaelis ab, wurde jedoch aufgrund eines fehlenden Abiturs nicht zur Promotion zugelassen. Ab 1917 arbeitete Hirschberg als wissenschaftliche Hilfsarbeiterin am Physiologischen Institut der Universität Rostock. 1927 legte sie eine dem Abitur ähnliche Prüfung ab und konnte 1928 ihre Promotion abschließen. Parallel schrieb sie sich für ein Medizinstudium ein, dies ermöglichte ihr eine reguläre Anstellung. Aufgrund ihrer jüdischen Abstammung wurde Hirschberg 1933 entlassen.
Nach dem Tod der Mutter 1936 zog Hirschberg nach Hamburg um, dort arbeitete sie als Laborleiterin im Israelitischen Krankenhaus Hamburg. Sie bemühte sich vergeblich um eine Ausreise in die USA, wozu sie William Albert Noyes, den sie von einer Tagung in Rostock kannte, um Hilfe bat. Er übernahm für sie, Hertha und Margot Hirschberg Affidavits, die die drei Schwestern aber nie erreichten. Am 11. Juli 1942 wurde Else Hirschberg mit ihrer Schwester Margot nach Auschwitz deportiert, ihr genaues Todesdatum ist nicht bekannt.

## Gedenken

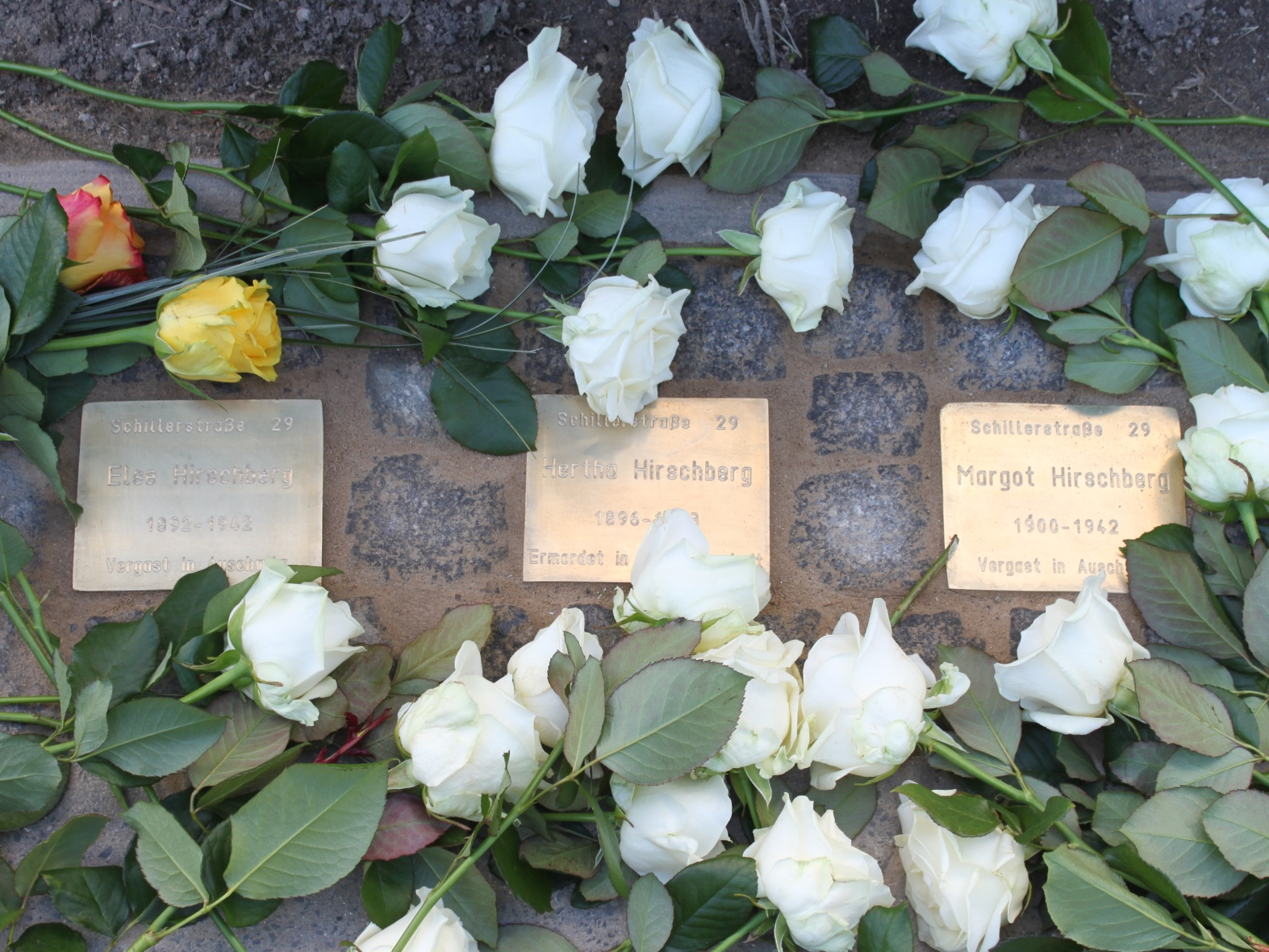
Denksteine für die Schwestern Else, Hertha und Margot Hirschberg in der Schillerstr. 29 in Rostock.

- In der Wiesenstraße 26 in Hamburg-Eimsbüttel wurde im August 2016 ein Stolperstein für Else Hirschberg eingeweiht.
- Vor ihrem alten Rostocker Wohnhaus in der Schillerstraße 29 wurde am 6. Juli 2017 für sie und ihre Schwestern Denksteine platziert.[8]
- Seit 2022 trägt der Radschnellweg entlang des Südstadt-Campus der Universität Rostock den Namen Else-Hirschberg-Weg.[9]

## Publikationen (chronologisches Gesamtverzeichnis)
- Die quantitative Bestimmung von geringen Mengen Traubenzucker im Harne mittels der Bertrandschen Methode. In: Hoppe-Seyler’s Zeitschrift für physiologische Chemie. Band 86, Nr. 6, 1913, S. 484–493, doi:10.1515/bchm2.1913.86.6.484.
- Else Hirschberg: Beiträge zur Kenntnis der Pharmakologie des Maiblümchens. In: Rudolf Kobert (Hrsg.): Neue Beiträge zur Kenntnis der Saponinsubstanzen für Naturforscher, Aerzte, Apotheker, Medizinalbeamte usw. Band II. Verlag von Ferdinand Enke, Stuttgart 1917, S. 56–137, urn:nbn:de:hbz:061:2-196106.
- Über den Zuckerstoffwechsel der nervösen Zentralorgane. In: Hoppe-Seyler’s Zeitschrift für physiologische Chemie. Band 100, Nr. 3–4, 1917, S. 185–202, doi:10.1515/bchm2.1917.100.3-4.185 (mit Hans Winterstein).
- Über den Stickstoffumsatz der nervösen Zentralorgane. In: Hoppe-Seyler’s Zeitschrift für physiologische Chemie. Band 101, Nr. 5–6, 1918, S. 212–222, doi:10.1515/bchm2.1918.101.5-6.212 (mit Hans Winterstein).
- Der Umsatz verschiedener Zuckerarten im Stoffwechsel der nervösen Zentralorgane. In: Hoppe-Seyler’s Zeitschrift für physiologische Chemie. Band 101, Nr. 5–6, 1918, S. 248–254, doi:10.1515/bchm2.1918.101.5-6.248.
- Über den Umsatz von Fettsubstanzen in den nervösen Zentralorganen. In: Hoppe-Seyler’s Zeitschrift für physiologische Chemie. Band 105, Nr. 1–2, 1919, S. 1–19, doi:10.1515/bchm2.1919.105.1-2.1 (mit Hans Winterstein).
- Stickstoffsparende Substanzen im Stoffwechsel der nervösen Zentralorgane. In: Hoppe-Seyler’s Zeitschrift für physiologische Chemie. Band 108, Nr. 1–2, 1919, S. 9–20, doi:10.1515/bchm2.1919.108.1-2.9 (mit Hans Winterstein).
- Fettsparende Substanzen im Stoffwechsel der nervösen Zentralorgane. In: Hoppe-Seyler’s Zeitschrift für physiologische Chemie. Band 108, Nr. 1–2, 1919, S. 21–23, doi:10.1515/bchm2.1919.108.1-2.21 (mit Hans Winterstein).
- Die Verwertung von „Calorose“ im Stoffwechsel der nervösen Zentralorgane. In: Hoppe-Seyler’s Zeitschrift für physiologische Chemie. Band 108, Nr. 1–2, S. 24–26, doi:10.1515/bchm2.1919.108.1-2.24.
- Über den Stoffwechsel des peripheren Nervensystems. In: Hoppe-Seyler’s Zeitschrift für physiologische Chemie. Band 108, Nr. 1–2, S. 27–37, doi:10.1515/bchm2.1919.108.1-2.27 (mit Hans Winterstein).
- Über den Einfluß der Temperatur auf die Oberflächenspannung narkotischer Stoffe. In: Biochemische Zeitschrift. Band 100, 1919, ISSN 0366-0753, S. 81–83 (mit Hans Winterstein).
- Über Ammoniakbildung im Nervensystem. In: Biochemische Zeitschrift. Band 156, 1925, ISSN 0366-0753, S. 138–149 (mit Hans Winterstein).
- Über den Glykogen- und Cerebrosidstoffwechsel des Zentralnervensystems. In: Biochemische Zeitschrift. Band 159, 1925, ISSN 0366-0753, S. 351–369 (mit Hans Winterstein).
- Neue Versuche über den Stickstoffumsatz in den Nervenzentren. In: Biochemische Zeitschrift. Band 167, 1926, ISSN 0366-0753, S. 401–410 (mit Hans Winterstein).
- Über Löslichkeit und Verteilung des Chloroforms im Blute. In: Biochemische Zeitschrift. Band 186, 1927, ISSN 0366-0753, S. 172–177 (mit Hans Winterstein).
- Alles- oder Nichts-Gesetz und Stoffwechsel. In: Pflüger’s Archiv für die gesamte Physiologie des Menschen und der Tiere. Band 216, 1927, S. 271–280, doi:10.1007/BF01723200 (mit Hans Winterstein).
- Über die Permeabilität von Muskelmembranen. In: Pflüger’s Archiv für die gesamte Physiologie des Menschen und der Tiere. Band 217, 1927, S. 216–220, doi:10.1007/BF01723673 (mit Hans Winterstein).
- Der zeitliche Verlauf der Aktionsströme vom Wirbeltierauge. In: Zeitschrift für Biologie. Band 87, 1928, ISSN 0372-8366, S. 517–526 (mit Friedrich W. Fröhlich, Manfred Monjé).
- Ueber die Abhängigkeit der Empfindungszeit des Gesichtssinnes vom zeitlichen Verlauf des Reizanstieges. In: Zeitschrift für Biologie. Band 90, 1930, ISSN 0372-8366, S. 81–96.
- Über nervöse Hemmungen. In: Zeitschrift für Biologie. Band 91, 1931, ISSN 0372-8366, S. 117–125.
- Schwellenbestimmungen an antagonistischen Nerv-Muskelpräparaten mit Kondensatorentladungen verschiedener Frequenz. In: Zeitschrift für Biologie. Band 92, 1932, ISSN 0372-8366, S. 241–253.
- Weitere Untersuchungen über die Umkehr des Ritter-Rollettschen Phänomens. In: Zeitschrift für Biologie. Band 97, 1932, ISSN 0372-8366, S. 505–512.
- Beiträge zur Kenntnis der Pharmokologie [sic!] von Convallaria majalis. Dissertation, Rostock 1928.